# 北屯站 (京原铁路)
北屯站是京原铁路上的一个铁路车站，该站位于中国河北省保定市涞源县涞源镇北屯村北，建于1971年。现为中国铁路北京局集团有限公司北京西车务段管理的一座四等站。车站仅保留会让及乘降功能，有1对旅客列车停靠。

## 邻近车站
北屯站在京原铁路上行距浮图峪站6Km，下行距涞源站7Km。在京原-丰沙-永丰铁路上行距北京站202Km，在京原铁路下行距原平站241Km。